# 中井太一郎
中井 太一郎（なかい たいちろう、1830年4月2日（天保元年3月10日）- 1913年（大正2年）5月21日）は、幕末から明治時代の農地改革者、技術者。

## 経歴・人物
庄屋の子として伯耆国久米郡中河原村（鳥取県東伯郡小鴨村大字中河原を経て、現倉吉市中河原）に生まれる。9歳の頃に寺子屋で農業を学ぶ。後に耕地を所有し、1858年（安政5年）に鳥取藩が執行した地方改革により、中庄屋に昇格した。
明治維新後、最高位の戸長及び地券の取調役となり、全国の稲作を巡回し農地改革の講演を行う。耕地は実子の中井益蔵に譲る。1884年（明治17年）、田植えの際、苗の間隔を一定にするため、田に目印をつけるための農具である田植え定規を発明。1892年（明治25年）には水田の除草器械を考案し特許を取得するなど、日本における農地改革や普及に貢献した。なお、この器械は後に「太一車」と呼ばれ、全国に名を轟かせた。
その後、器械の発明だけでなく法律の制定や、農業改良に関する著書の刊行にも携わった。

## 著書

### 主著
- 『大日本稲作要法』- 1888年（明治21年）刊行。

### その他の著書
- 『稲作改良実験記』- 1883年（明治16年）刊行。
- 『稲米撰種法』

## 栄典
- 1894年（明治27年） - 緑綬褒章

## 関連書籍
- 大島佐和子『老農・中井太一郎と農民たちの近代』思文閣出版、2013年。
- 小鴨地区振興協議会『太一車-近代稲作の父・中井太一郎-』今井出版、2020年。